# Celleporaria decostilsii
Celleporaria decostilsii är en mossdjursart som först beskrevs av Jean Victor Audouin 1826.  Celleporaria decostilsii ingår i släktet Celleporaria och familjen Lepraliellidae. Inga underarter finns listade i Catalogue of Life.